# Merluça amb alhòli
La merluça amb alhòli o bacallà amb allioli a l'estil provençal és un plat tradicional occità a base de bacallà (que en occità es diu merluça) amb patates bullides, verdures -normalment mongetes tendres i pastanagues- i cargols que es mengen amb allioli. En francès es diu aïoli garni (allioli guarnit), o de vegades simplement aïoli, i és el plat en el qual es coneix l'allioli a França.
Aquest plat no és únicament occità puix que una recepta pràcticament idèntica, amb petites variants segons cada família, es fa arreu de Catalunya, el País Valencià i Portugal. Als Països Catalans, com a Provença, és un plat de pescadors més que d'interior. A casa nostra s'hi sol afegir ceba, col, etc. D'altra banda, la unió dels ingredients bacallà, oli d'oliva i all és molt habitual en tota la Mediterrània en receptes com bacallà gratinat amb allioli, bacallà a la borrida, a la brandi colloni, al pil-pil, etc. Als Països Catalans és força habitual d'afegir allioli al peix blanc bullit o al vapor, així com en alguns plats com el rossejat.

## Primeres referències escrites
L'escriptor provençal Climent-Màrius Morard inclou l'any 1886 aquest plat al seu llibre Les secrets de la cuisine o Manual complet de la cuinera provençal. Onze anys més tard l'inclou el xef provençal J.B. Reboul al seu llibre La cuisinière provençale.

## Elaboració
Feu bullir tots els ingredients en una mateixa olla o separadament, tenint en compte que, per exemple, que pels cargols cal una hora mentre que el bacallà s'hauria d'afegir a la fi, car al cap d'alguns minuts està llest. S'hi sol afegir fonoll o una fulla de llorer. També s'hi poden afegir altres hortalisses mediterrànies, com cebes o fins i tot carxofes. Finalment feu un allioli, que a Provença acostuma ser gairebé sempre amb rovell d'ou; serviu-lo a part.